# اسپنسر لاک
اسپنسر لاک (انگلیسی: Spencer Locke؛ زادهٔ ۲۰ سپتامبر ۱۹۹۱) یک هنرپیشه اهل ایالات متحده آمریکا است. وی از سال ۲۰۰۳ میلادی تاکنون مشغول فعالیت بوده‌است.

## گزیده فیلمشناسی
از فیلم‌ها یا برنامه‌های تلویزیونی که وی در آن نقش داشته‌است می‌توان به آثار زیر اشاره کرد.
- اسپانگلیش (2004)
- خانه هیولا (2006)
- رزیدنت ایول: انقراض (2007)
- رزیدنت ایول: زندگی پس از مرگ (2010)
- تارزان (2013)
- توطئه‌آمیز: آخرین کلید (2018)
- خاطرات خون‌آشام (2010)
- سی‌اس‌آی: میامی (2012)
- ان‌سی‌آی‌اس (2012)
- دو مرد و نصفی (2013)
- هاوایی فایو-زیرو (2015)